# Alissa White-Gluz
Alissa White-Gluz (1985. július 31.) kanadai énekesnő. 2004-től 2014-ig a The Agonist, majd 2014-től a svéd melodikus death metal zenekar, az Arch Enemy énekese. Közismert állatvédő, PETA-aktivista, a veganizmus elkötelezett híve. Európai gyökerekkel is rendelkezikː apai nagymamája ugyanis litván származású. Kétszer választotta be a Revolver magazin "A Metal Legdögösebb Csajai" összeállításukba, először 2007-ben, majd 2009-ben.

## Pályafutása
2004-ben Danny Marino gitárossal és Chris Kells basszusgitárossal megalapította a The Agonist zenekart, melynek 2014-ig volt tagja.
Miután Angela Gossow eldöntötte, hogy magánéleti okok miatt felhagy az énekléssel, a megüresedett helyére Alissát ajánlotta Michael Amottéknak.
Mikor eldőlt, hogy az Arch Enemy új énekese Alissa lesz, a The Agonist többi tagja kirúgta őt a csapatból, mondván, nekik egy olyan énekesnőre van szükségük, akinél a The Agonist az első.
2014. március 17-én jelentette be az Arch Enemy hivatalosan, hogy Angela Gossow helyét Alissa veszi át. A bejelentést követő harmadik napon kiadták a "War Eternal" c. szám videóklipjét, melyen már Alissa volt látható. Ezzel céljuk a közönség megnyugtatása volt, hogy megmutassák, minden a legnagyobb rendben, nem térnek le az eddig felépített útról.
2016. szeptember 7-én bejelentette, hogy elkezdett dolgozni első szólólemezén, melynek megjelenése 2017-ben várható. Ezzel egy időben megnyugtatta rajongóit, hogy a szólóprojektje miatt nem tervezi elhagyni az Arch Enemyt.

## Diszkográfia
Arch Enemy
- War Eternal (2014)
- Will to Power (2017)
- Decievers (2022)

The Agonist
- Once Only Imagined (2007)
- Lullabies for the Dormant Mind (2009)
- Prisoners (2012)

Vendég előadóként
- (the) Plasmarifle – "From The Trail of Ashes..." c. szám (2008)
- Blackguard – "The Sword" c. szám (2009)
- Kamelot
"Sacrimony (Angel of Afterlife)" c. szám (2012)
"Liar Liar (Wasteland Monarchy)" c. szám (2015)
"Revolution" c. szám (2015)
- Delain – "The Tragedy Of The Commons" c. szám (2014), "Hands Of Gold" c. szám (2016)
- Metal allegiance - "We Rock" c. szám (2015)
- Tarja Turunen - "Demons In You c. szám (2016)
- Powerwolf - "Demons Are A Girl's Best Friend" c. szám eredetijének általa énekelt verziója (2018)